# Trioxys bicuspis
Trioxys bicuspis är en stekelart som beskrevs av Mackauer 1960. Trioxys bicuspis ingår i släktet Trioxys och familjen bracksteklar. Inga underarter finns listade i Catalogue of Life.